# WTA Tour 1996
Il WTA Tour 1996 è iniziato con l'ASB Classic 1996 e si è concluso il 24 novembre con la finale del WTA Tour Championships 1996.
Il WTA Tour è una serie di tornei femminili di tennis 
organizzati dalla WTA. Questa include i tornei del Grande Slam (organizzati in collaborazione con la International Tennis Federation (ITF)), il WTA Tour Championships e i tornei delle categorie Tier I, Tier II, Tier III e Tier IV.

## Gennaio
| Settimana              | Torneo                                                                              | Categoria   | Vincitrici                                         | Finaliste                            | Semifinaliste                    | Eliminate ai quarti                                                 |
| ---------------------- | ----------------------------------------------------------------------------------- | ----------- | -------------------------------------------------- | ------------------------------------ | -------------------------------- | ------------------------------------------------------------------- |
| 1º gennaio             | ASB Classic 1996 Auckland, Nuova Zelanda Cemento Singolare - Doppio                 | Tier IV     | Sandra Cacic 6-3, 1-6, 6-4                         | Barbara Paulus                       | Florencia Labat Li Fang          | Julie Halard-Decugis Sabine Hack Rita Grande Karin Kschwendt        |
| 1º gennaio             | ASB Classic 1996 Auckland, Nuova Zelanda Cemento Singolare - Doppio                 | Tier IV     | Els Callens Julie Halard-Decugis 6-1, 6-0          | Jill Hetherington Kristine Kunce     | Florencia Labat Li Fang          | Julie Halard-Decugis Sabine Hack Rita Grande Karin Kschwendt        |
| 8 gennaio              | Tasmanian International 1996 Hobart, Australia Cemento Singolare - Doppio           | Tier IV     | Julie Halard-Decugis 6-1, 6-2                      | Mana Endō                            | Wang Shi-ting Florencia Labat    | Judith Wiesner Silvia Farina Virginia Ruano Pascual Ai Sugiyama     |
| 8 gennaio              | Tasmanian International 1996 Hobart, Australia Cemento Singolare - Doppio           | Tier IV     | Yayuk Basuki Kyōko Nagatsuka 7-6, 6-3              | Kerry-Anne Guse Park Sung-hee        | Wang Shi-ting Florencia Labat    | Judith Wiesner Silvia Farina Virginia Ruano Pascual Ai Sugiyama     |
| 8 gennaio              | Sydney International 1996 Sydney, Australia Cemento Singolare - Doppio              | Tier II     | Monica Seles 4-6, 7-6, 6-3                         | Lindsay Davenport                    | Brenda Schultz Kimiko Date       | Mariaan de Swardt Mary Joe Fernández Nicole Bradtke Chanda Rubin    |
| 8 gennaio              | Sydney International 1996 Sydney, Australia Cemento Singolare - Doppio              | Tier II     | Lindsay Davenport Mary Joe Fernández 6-3, 6-3      | Lori McNeil Helena Suková            | Brenda Schultz Kimiko Date       | Mariaan de Swardt Mary Joe Fernández Nicole Bradtke Chanda Rubin    |
| 15 gennaio 2 settimane | Australian Open 1996 Melbourne, Australia Cemento Singolare - Doppio - Doppio misto | Grande Slam | Monica Seles 6-4, 6-1                              | Anke Huber                           | Chanda Rubin Amanda Coetzer      | Iva Majoli Arantxa Sánchez Vicario Martina Hingis Conchita Martínez |
| 15 gennaio 2 settimane | Australian Open 1996 Melbourne, Australia Cemento Singolare - Doppio - Doppio misto | Grande Slam | Chanda Rubin Arantxa Sánchez Vicario 7-5, 2-6, 6-4 | Lindsay Davenport Mary Joe Fernández | Chanda Rubin Amanda Coetzer      | Iva Majoli Arantxa Sánchez Vicario Martina Hingis Conchita Martínez |
| 29 gennaio             | Toray Pan Pacific Open 1996 Tokyo, Giappone Sintetico indoor Singolare - Doppio     | Tier I      | Iva Majoli 6-4, 6-1                                | Arantxa Sánchez Vicario              | Martina Hingis Conchita Martínez | Monica Seles Naoko Sawamatsu Magdalena Maleeva Lindsay Davenport    |
| 29 gennaio             | Toray Pan Pacific Open 1996 Tokyo, Giappone Sintetico indoor Singolare - Doppio     | Tier I      | Gigi Fernández Nataša Zvereva 7-6, 6-3             | Mariaan de Swardt Irina Spîrlea      | Martina Hingis Conchita Martínez | Monica Seles Naoko Sawamatsu Magdalena Maleeva Lindsay Davenport    |

## Febbraio
| Settimana   | Torneo                                                                                    | Categoria | Vincitrici                                    | Finaliste                             | Semifinaliste                   | Eliminate ai quarti                                         |
| ----------- | ----------------------------------------------------------------------------------------- | --------- | --------------------------------------------- | ------------------------------------- | ------------------------------- | ----------------------------------------------------------- |
| 13 febbraio | Open Gaz de France 1996 Parigi, Francia Cemento (indoor) Singolare - Doppio               | Tier II   | Julie Halard-Decugis 7-5, 7-6                 | Iva Majoli                            | Magdalena Maleeva Silvia Farina | Nathalie Dechy Miriam Oremans Petra Begerow Anke Huber      |
| 13 febbraio | Open Gaz de France 1996 Parigi, Francia Cemento (indoor) Singolare - Doppio               | Tier II   | Kristie Boogert Jana Novotná 6-4, 6-3         | Julie Halard-Decugis Nathalie Tauziat | Magdalena Maleeva Silvia Farina | Nathalie Dechy Miriam Oremans Petra Begerow Anke Huber      |
| 19 febbraio | Faber Grand Prix 1996 Essen, Germania Sintetico indoor Singolare - Doppio                 | Tier II   | Iva Majoli 7-5, 1-6, 7-6                      | Jana Novotná                          | Åsa Svensson Anke Huber         | Els Callens Rennae Stubbs Jennifer Capriati Barbara Rittner |
| 19 febbraio | Faber Grand Prix 1996 Essen, Germania Sintetico indoor Singolare - Doppio                 | Tier II   | Meredith McGrath Larisa Neiland 3-6, 6-3, 6-2 | Lori McNeil Helena Suková             | Åsa Svensson Anke Huber         | Els Callens Rennae Stubbs Jennifer Capriati Barbara Rittner |
| 20 febbraio | IGA U.S. Indoor Championships 1996 Oklahoma City, USA Cemento (indoor) Singolare - Doppio | Tier III  | Brenda Schultz 6-3, 6-2                       | Amanda Coetzer                        | Chanda Rubin Elena Lichovceva   | Katrina Adams Joannette Kruger Amy Frazier Lisa Raymond     |
| 20 febbraio | IGA U.S. Indoor Championships 1996 Oklahoma City, USA Cemento (indoor) Singolare - Doppio | Tier III  | Chanda Rubin Brenda Schultz 6-4, 6-3          | Katrina Adams Debbie Graham           | Chanda Rubin Elena Lichovceva   | Katrina Adams Joannette Kruger Amy Frazier Lisa Raymond     |
| 26 febbraio | Generali Ladies Linz 1996 Linz, Austria Cemento (indoor) Singolare - Doppio               | Tier III  | Sabine Appelmans 6-2, 6-4                     | Julie Halard-Decugis                  | Elena Makarova Helena Suková    | Laurence Courtois Judith Wiesner Åsa Svensson Jana Novotná  |
| 26 febbraio | Generali Ladies Linz 1996 Linz, Austria Cemento (indoor) Singolare - Doppio               | Tier III  | Manon Bollegraf Meredith McGrath 6-4, 6-4     | Rennae Stubbs Helena Suková           | Elena Makarova Helena Suková    | Laurence Courtois Judith Wiesner Åsa Svensson Jana Novotná  |

## Marzo
| Settimana | Torneo                                                                            | Categoria | Vincitrici                                    | Finaliste                             | Semifinaliste                      | Eliminate ai quarti                                             |
| --------- | --------------------------------------------------------------------------------- | --------- | --------------------------------------------- | ------------------------------------- | ---------------------------------- | --------------------------------------------------------------- |
| 8 marzo   | Champions Cup and the Evert Cup 1996 Indian Wells, USA Cemento Singolare - Doppio | Tier I    | Steffi Graf 7-6, 7-6                          | Conchita Martínez                     | Lindsay Davenport Kimiko Date      | Amanda Coetzer Chanda Rubin Nathalie Tauziat Lindsay Lee-Waters |
| 8 marzo   | Champions Cup and the Evert Cup 1996 Indian Wells, USA Cemento Singolare - Doppio | Tier I    | Chanda Rubin Brenda Schultz 6-1, 6-4          | Julie Halard-Decugis Nathalie Tauziat | Lindsay Davenport Kimiko Date      | Amanda Coetzer Chanda Rubin Nathalie Tauziat Lindsay Lee-Waters |
| 21 marzo  | Miami Open 1996 Miami, USA Cemento Singolare - Doppio                             | Tier I    | Steffi Graf 6-1, 6-3                          | Chanda Rubin                          | Lindsay Davenport Karina Habšudová | Kimiko Date Anke Huber Gabriela Sabatini Irina Spîrlea          |
| 21 marzo  | Miami Open 1996 Miami, USA Cemento Singolare - Doppio                             | Tier I    | Jana Novotná Arantxa Sánchez Vicario 6-4, 6-4 | Meredith McGrath Larisa Neiland       | Lindsay Davenport Karina Habšudová | Kimiko Date Anke Huber Gabriela Sabatini Irina Spîrlea          |

## Aprile
| Settimana | Torneo                                                                             | Categoria | Vincitrici                                           | Finaliste                                | Semifinaliste                              | Eliminate ai quarti                                               |
| --------- | ---------------------------------------------------------------------------------- | --------- | ---------------------------------------------------- | ---------------------------------------- | ------------------------------------------ | ----------------------------------------------------------------- |
| 1º aprile | Family Circle Cup 1996 Hilton Head, USA Terra verde Singolare - Doppio             | Tier I    | Arantxa Sánchez Vicario 6-2, 2-6, 6-2                | Barbara Paulus                           | Conchita Martínez Jana Novotná             | Petra Begerow Irina Spîrlea Iva Majoli Sabine Hack                |
| 1º aprile | Family Circle Cup 1996 Hilton Head, USA Terra verde Singolare - Doppio             | Tier I    | Jana Novotná Arantxa Sánchez Vicario 6-2, 6-3        | Gigi Fernández Mary Joe Fernández        | Conchita Martínez Jana Novotná             | Petra Begerow Irina Spîrlea Iva Majoli Sabine Hack                |
| 8 aprile  | Bausch & Lomb Championships 1996 Amelia Island, USA Terra verde Singolare - Doppio | Tier II   | Irina Spîrlea 6-7, 6-4, 6-3                          | Mary Pierce                              | Mary Joe Fernández Arantxa Sánchez Vicario | Conchita Martínez Sabine Hack Barbara Schett Meredith McGrath     |
| 8 aprile  | Bausch & Lomb Championships 1996 Amelia Island, USA Terra verde Singolare - Doppio | Tier II   | Chanda Rubin Arantxa Sánchez Vicario 6-1, 6-1        | Meredith McGrath Larisa Neiland          | Mary Joe Fernández Arantxa Sánchez Vicario | Conchita Martínez Sabine Hack Barbara Schett Meredith McGrath     |
| 8 aprile  | Indonesia Open 1996 Giacarta, Indonesia Singolare - Doppio                         | Tier III  | Linda Wild Walkover                                  | Yayuk Basuki                             | Naoko Kijimuta Laurence Courtois           | Sabine Appelmans Rika Hiraki Claudia Porwik Kyōko Nagatsuka       |
| 8 aprile  | Indonesia Open 1996 Giacarta, Indonesia Singolare - Doppio                         | Tier III  | Rika Hiraki Naoko Kijimuta 7-6, 7-5                  | Laurence Courtois Nancy Feber            | Naoko Kijimuta Laurence Courtois           | Sabine Appelmans Rika Hiraki Claudia Porwik Kyōko Nagatsuka       |
| 15 aprile | Japan Open Tennis Championships 1996 Tokyo, Giappone Cemento Singolare - Doppio    | Tier III  | Kimiko Date 7-5, 6-4                                 | Amy Frazier                              | Ai Sugiyama Naoko Kijimuta                 | Karin Kschwendt Katarina Studenikova Kimberly Po Corina Morariu   |
| 15 aprile | Japan Open Tennis Championships 1996 Tokyo, Giappone Cemento Singolare - Doppio    | Tier III  | Kimiko Date Ai Sugiyama 7-6, 6-7, 6-3                | Amy Frazier Kimberly Po                  | Ai Sugiyama Naoko Kijimuta                 | Karin Kschwendt Katarina Studenikova Kimberly Po Corina Morariu   |
| 29 aprile | Croatian Bol Ladies Open 1996 Bol, Croazia Terra rossa Singolare - Doppio          | Tier IV   | Gloria Pizzichini 6-0, 6-2                           | Silvija Talaja                           | Anna-Maria Cecchini Paola Suárez           | Sandra Kleinová Sandra Dopfer Dally Randriantefy Joannette Kruger |
| 29 aprile | Croatian Bol Ladies Open 1996 Bol, Croazia Terra rossa Singolare - Doppio          | Tier IV   | Laura Montalvo Paola Suárez 6-7, 6-3, 6-4            | Alexia Dechaume-Balleret Alexandra Fusai | Anna-Maria Cecchini Paola Suárez           | Sandra Kleinová Sandra Dopfer Dally Randriantefy Joannette Kruger |
| 29 aprile | Citizen Cup 1996 Amburgo, Germania Terra rossa Singolare - Doppio                  | Tier II   | Arantxa Sánchez Vicario 4-6, 7-6, 6-0                | Conchita Martínez                        | Julie Halard-Decugis Mary Pierce           | Ángeles Montolio Brenda Schultz Martina Hingis Ruxandra Dragomir  |
| 29 aprile | Citizen Cup 1996 Amburgo, Germania Terra rossa Singolare - Doppio                  | Tier II   | Arantxa Sánchez Vicario Brenda Schultz 4-6, 7-6, 6-4 | Gigi Fernández Martina Hingis            | Julie Halard-Decugis Mary Pierce           | Ángeles Montolio Brenda Schultz Martina Hingis Ruxandra Dragomir  |

## Maggio
| Settimana             | Torneo                                                                                        | Categoria        | Vincitrici                                          | Finaliste                                      | Semifinaliste                                                   | Eliminate ai quarti |
| --------------------- | --------------------------------------------------------------------------------------------- | ---------------- | --------------------------------------------------- | ---------------------------------------------- | --------------------------------------------------------------- | --- |
| 6 maggio              | Budapest Lotto Ladies Open 1996 Budapest, Ungheria Terra rossa Singolare - Doppio             | Tier IV          | Ruxandra Dragomir 7-6, 6-1                          | Melanie Schnell                                | Elena Pampoulova Rita Kuti Kis                                  | Julie Halard-Decugis Meghann Shaughnessy Andrea Temesvári Denisa Krajčovičová                                                 |
| 6 maggio              | Budapest Lotto Ladies Open 1996 Budapest, Ungheria Terra rossa Singolare - Doppio             | Tier IV          | Katrina Adams Debbie Graham 6-3, 7-6                | Radka Bobková Eva Melicharová                  | Elena Pampoulova Rita Kuti Kis                                  | Julie Halard-Decugis Meghann Shaughnessy Andrea Temesvári Denisa Krajčovičová                                                 |
| 6 maggio              | Internazionali d'Italia 1996 Roma, Italia Singolare - Doppio                                  | Tier I           | Conchita Martínez 6-2, 6-3                          | Martina Hingis                                 | Irina Spîrlea Iva Majoli                                        | Steffi Graf Arantxa Sánchez Vicario Nathalie Tauziat Magdalena Maleeva                                                        |
| 6 maggio              | Internazionali d'Italia 1996 Roma, Italia Singolare - Doppio                                  | Tier I           | Arantxa Sánchez Vicario Irina Spîrlea 6-4, 3-6, 6-3 | Gigi Fernández Martina Hingis                  | Irina Spîrlea Iva Majoli                                        | Steffi Graf Arantxa Sánchez Vicario Nathalie Tauziat Magdalena Maleeva                                                        |
| 13 maggio             | WTA German Open 1996 Berlino, Germania Singolare - Doppio                                     | Tier I           | Steffi Graf 4-6, 6-2, 7-5                           | Karina Habšudová                               | Iva Majoli Elena Lichovceva                                     | Nathalie Tauziat Barbara Paulus Anke Huber Arantxa Sánchez Vicario                                                            |
| 13 maggio             | WTA German Open 1996 Berlino, Germania Singolare - Doppio                                     | Tier I           | Meredith McGrath Larisa Neiland 6-1, 5-7, 7-6       | Martina Hingis Helena Suková                   | Iva Majoli Elena Lichovceva                                     | Nathalie Tauziat Barbara Paulus Anke Huber Arantxa Sánchez Vicario                                                            |
| 14 maggio             | British Hard Court Championships 1996 Cardiff, Gran Bretagna Terra Singolare - Doppio         | Tier IV          | Dominique Van Roost 6-4, 6-2                        | Laurence Courtois                              | Henrieta Nagyová Patricia Hy-Boulais                            | Naoko Kijimuta Alexandra Fusai Miriam Oremans Mariaan de Swardt                                                               |
| 14 maggio             | British Hard Court Championships 1996 Cardiff, Gran Bretagna Terra Singolare - Doppio         | Tier IV          | Katrina Adams Mariaan de Swardt 6-0, 6-4            | Els Callens Laurence Courtois                  | Henrieta Nagyová Patricia Hy-Boulais                            | Naoko Kijimuta Alexandra Fusai Miriam Oremans Mariaan de Swardt                                                               |
| 20 maggio             | Internationaux de Strasbourg 1996 Strasburgo, Francia Singolare - Doppio                      | Tier III         | Lindsay Davenport 6-3, 7-6                          | Barbara Paulus                                 | Judith Wiesner Katarina Studenikova                             | Anke Huber Nathalie Tauziat Alexia Dechaume-Balleret Anne Miller                                                              |
| 20 maggio             | Internationaux de Strasbourg 1996 Strasburgo, Francia Singolare - Doppio                      | Tier III         | Yayuk Basuki Nicole Bradtke 5-7, 6-4, 6-4           | Marianne Werdel Witmeyer Tami Whitlinger Jones | Judith Wiesner Katarina Studenikova                             | Anke Huber Nathalie Tauziat Alexia Dechaume-Balleret Anne Miller                                                              |
| 21 maggio             | Madrid Open 1996 Madrid, Spagna Terra Singolare - Doppio                                      | Tier II          | Jana Novotná 4-6, 6-4, 6-3                          | Magdalena Maleeva                              | Monica Seles Arantxa Sánchez Vicario                            | Irina Spîrlea Ludmila Richterová Brenda Schultz Amanda Coetzer                                                                |
| 21 maggio             | Madrid Open 1996 Madrid, Spagna Terra Singolare - Doppio                                      | Tier II          | Jana Novotná Arantxa Sánchez Vicario 7-6, 6-2       | Sabine Appelmans Miriam Oremans                | Monica Seles Arantxa Sánchez Vicario                            | Irina Spîrlea Ludmila Richterová Brenda Schultz Amanda Coetzer                                                                |
| 22 maggio             | World Doubles Championships 1996 Edimburgo, Gran Bretagna 188 125 $ - Terra rossa - 8D Doppio | Tornei fine anno | Nicole Arendt Manon Bollegraf 6-3, 2-6, 7-6         | Gigi Fernández Nataša Zvereva                  | Katrina Adams Mariaan de Swardt Meredith McGrath Larisa Neiland | Elena Makarova Evgenija Manjukova Zina Garrison Kathy Rinaldi Patricia Tarabini Caroline Vis Jill Hetherington Kristine Kunce |
| 27 maggio 2 settimane | Open di Francia 1996 Parigi, Francia Terra rossa Singolare - Doppio - Misto                   | Grande Slam      | Steffi Graf 6-3, 6(4)–7, 10-8                       | Arantxa Sánchez Vicario                        | Conchita Martínez Jana Novotná                                  | Iva Majoli Lindsay Davenport Karina Habšudová Monica Seles                                                                    |
| 27 maggio 2 settimane | Open di Francia 1996 Parigi, Francia Terra rossa Singolare - Doppio - Misto                   | Grande Slam      | Lindsay Davenport Mary Joe Fernández 6-2, 6-1       | Gigi Fernández Nataša Zvereva                  | Conchita Martínez Jana Novotná                                  | Iva Majoli Lindsay Davenport Karina Habšudová Monica Seles                                                                    |

## Giugno
| Settimana             | Torneo                                                                                    | Categoria   | Vincitrici                                         | Finaliste                       | Semifinaliste                    | Eliminate ai quarti                                            |
| --------------------- | ----------------------------------------------------------------------------------------- | ----------- | -------------------------------------------------- | ------------------------------- | -------------------------------- | -------------------------------------------------------------- |
| 10 giugno             | DFS Classic 1996 Birmingham, Gran Bretagna Erba Singolare - Doppio                        | Tier III    | Meredith McGrath 2-6, 6-4, 6-4                     | Nathalie Tauziat                | Brenda Schultz Miriam Oremans    | Larisa Neiland Els Callens Christina Singer Laurence Courtois  |
| 10 giugno             | DFS Classic 1996 Birmingham, Gran Bretagna Erba Singolare - Doppio                        | Tier III    | Elizabeth Smylie Linda Wild 6-3, 3-6, 6-1          | Lori McNeil Nathalie Tauziat    | Brenda Schultz Miriam Oremans    | Larisa Neiland Els Callens Christina Singer Laurence Courtois  |
| 17 giugno             | Wilkinson Championships 1996 Rosmalen, Paesi Bassi Erba Singolare - Doppio                | Tier III    | Anke Huber 6-4, 7-6                                | Helena Suková                   | Judith Wiesner Ruxandra Dragomir | Iva Majoli Kristie Boogert Larisa Neiland Dominique Van Roost  |
| 17 giugno             | Wilkinson Championships 1996 Rosmalen, Paesi Bassi Erba Singolare - Doppio                | Tier III    | Larisa Neiland Brenda Schultz 6-4, 7-6             | Kristie Boogert Helena Suková   | Judith Wiesner Ruxandra Dragomir | Iva Majoli Kristie Boogert Larisa Neiland Dominique Van Roost  |
| 18 giugno             | International Women's Open 1996 Eastbourne, Gran Bretagna Erba Singolare - Doppio         | Tier II     | Monica Seles 6-0, 6-2                              | Mary Joe Fernández              | Nathalie Tauziat Jana Novotná    | Inés Gorrochategui Lisa Raymond Yayuk Basuki Conchita Martínez |
| 18 giugno             | International Women's Open 1996 Eastbourne, Gran Bretagna Erba Singolare - Doppio         | Tier II     | Jana Novotná Arantxa Sánchez Vicario 4-6, 7-5, 6-4 | Rosalyn Nideffer Pam Shriver    | Nathalie Tauziat Jana Novotná    | Inés Gorrochategui Lisa Raymond Yayuk Basuki Conchita Martínez |
| 24 giugno 2 settimane | Torneo di Wimbledon 1996 Wimbledon, Londra, Gran Bretagna Erba Singolare - Doppio - Misto | Grande Slam | Steffi Graf 6-3, 7-5                               | Arantxa Sánchez Vicario         | Kimiko Date Meredith McGrath     | Jana Novotná Mary Pierce Judith Wiesner Mary Joe Fernández     |
| 24 giugno 2 settimane | Torneo di Wimbledon 1996 Wimbledon, Londra, Gran Bretagna Erba Singolare - Doppio - Misto | Grande Slam | Martina Hingis Helena Suková 5-7, 7-5, 6-1         | Meredith McGrath Larisa Neiland | Kimiko Date Meredith McGrath     | Jana Novotná Mary Pierce Judith Wiesner Mary Joe Fernández     |

## Luglio
| Settimana | Torneo                                                                                  | Categoria                                     | Vincitrici                               | Finaliste                                          | Semifinaliste                  | Semifinaliste              | Eliminate ai quarti                                               |
| --------- | --------------------------------------------------------------------------------------- | --------------------------------------------- | ---------------------------------------- | -------------------------------------------------- | ------------------------------ | -------------------------- | ----------------------------------------------------------------- |
| 15 luglio | Internazionali Femminili di Palermo 1996 Palermo, Italia Terra rossa Singolare - Doppio | Tier IV                                       | Barbara Schett 6-3, 6-3                  | Sabine Hack                                        | Jana Kandarr Silvia Farina     | Jana Kandarr Silvia Farina | Stephanie De Ville Sandra Dopfer Sarah Pitkowski Henrieta Nagyová |
| 15 luglio | Internazionali Femminili di Palermo 1996 Palermo, Italia Terra rossa Singolare - Doppio | Tier IV                                       | Janette Husárová Barbara Schett 6-1, 6-2 | Florencia Labat Barbara Rittner                    | Jana Kandarr Silvia Farina     | Jana Kandarr Silvia Farina | Stephanie De Ville Sandra Dopfer Sarah Pitkowski Henrieta Nagyová |
| 23 luglio | Tennis ai Giochi della XXVI Olimpiade Atlanta, Georgia, USA Cemento                     |                                               |                                          |                                                    |                                | Quarto posto               | Monica Seles Kimiko Date Iva Majoli Conchita Martínez             |
| 23 luglio | Tennis ai Giochi della XXVI Olimpiade Atlanta, Georgia, USA Cemento                     | Lindsay Davenport 7–6(8), 6–2                 | Arantxa Sánchez Vicario                  | Jana Novotná 7–6(8), 6-4                           | Mary Joe Fernández             |                            | Monica Seles Kimiko Date Iva Majoli Conchita Martínez             |
| 23 luglio | Tennis ai Giochi della XXVI Olimpiade Atlanta, Georgia, USA Cemento                     | Gigi Fernández Mary Joe Fernández 7–6(6), 6–4 | Jana Novotná Helena Suková               | Conchita Martínez Arantxa Sánchez Vicario 6–1, 6–3 | Manon Bollegraf Brenda Schultz |                            | Monica Seles Kimiko Date Iva Majoli Conchita Martínez             |

## Agosto
| Settimana             | Torneo                                                                              | Categoria   | Vincitrici                                      | Finaliste                              | Semifinaliste                     | Eliminate ai quarti                                                         |
| --------------------- | ----------------------------------------------------------------------------------- | ----------- | ----------------------------------------------- | -------------------------------------- | --------------------------------- | --------------------------------------------------------------------------- |
| 5 agosto              | Canada Open 1996 Montréal, Canada Cemento Singolare - Doppio                        | Tier I      | Monica Seles 6-1, 7-6                           | Arantxa Sánchez Vicario                | Yayuk Basuki Kimberly Po          | Magdalena Maleeva Amy Frazier Mary Joe Fernández Florencia Labat            |
| 5 agosto              | Canada Open 1996 Montréal, Canada Cemento Singolare - Doppio                        | Tier I      | Larisa Neiland Arantxa Sánchez Vicario 7-6, 6-1 | Mary Joe Fernández Helena Suková       | Yayuk Basuki Kimberly Po          | Magdalena Maleeva Amy Frazier Mary Joe Fernández Florencia Labat            |
| 5 agosto              | WTA Austrian Open 1996 Maria Lankowitz, Austria Singolare - Doppio                  | Tier IV     | Barbara Paulus 0-0 ret                          | Anna-Maria Cecchini                    | Stephanie De Ville Silvija Talaja | Petra Langrová Cristina Torrens Valero Bettina Fulco-Villella Lenka Cenková |
| 5 agosto              | WTA Austrian Open 1996 Maria Lankowitz, Austria Singolare - Doppio                  | Tier IV     | Janette Husárová Natalija Medvedjeva 6-4, 7-5   | Lenka Cenková Kateřina Kroupová        | Stephanie De Ville Silvija Talaja | Petra Langrová Cristina Torrens Valero Bettina Fulco-Villella Lenka Cenková |
| 12 agosto             | East West Bank Classic 1996 Manhattan Beach, Stati Uniti Cemento Singolare - Doppio | Tier II     | Lindsay Davenport 6-2 6-3                       | Anke Huber                             | Steffi Graf Karina Habšudová      | Amy Frazier Amanda Coetzer Kimiko Date Irina Spîrlea                        |
| 12 agosto             | East West Bank Classic 1996 Manhattan Beach, Stati Uniti Cemento Singolare - Doppio | Tier II     | Lindsay Davenport Nataša Zvereva 6-1, 6-4       | Amy Frazier Kimberly Po                | Steffi Graf Karina Habšudová      | Amy Frazier Amanda Coetzer Kimiko Date Irina Spîrlea                        |
| 19 agosto             | San Diego Open 1996 San Diego, Stati Uniti Cemento Singolare - Doppio               | Tier II     | Kimiko Date 3-6, 6-3, 6-0                       | Arantxa Sánchez Vicario                | Jana Novotná Conchita Martínez    | Katarina Studenikova Sandrine Testud Gabriela Sabatini Nathalie Tauziat     |
| 19 agosto             | San Diego Open 1996 San Diego, Stati Uniti Cemento Singolare - Doppio               | Tier II     | Gigi Fernández Conchita Martínez 4-6, 6-3, 6-4  | Larisa Neiland Arantxa Sánchez Vicario | Jana Novotná Conchita Martínez    | Katarina Studenikova Sandrine Testud Gabriela Sabatini Nathalie Tauziat     |
| 26 agosto 2 settimane | US Open 1996 Flushing Meadows, New York, USA Cemento Singolare - Doppio - Misto     | Grande Slam | Steffi Graf 7-5, 6-4                            | Monica Seles                           | Martina Hingis Conchita Martínez  | Judith Wiesner Jana Novotná Linda Wild Amanda Coetzer                       |
| 26 agosto 2 settimane | US Open 1996 Flushing Meadows, New York, USA Cemento Singolare - Doppio - Misto     | Grande Slam | Gigi Fernández Nataša Zvereva 1-6, 6-1, 6-4     | Jana Novotná Arantxa Sánchez Vicario   | Martina Hingis Conchita Martínez  | Judith Wiesner Jana Novotná Linda Wild Amanda Coetzer                       |

## Settembre
| Settimana    | Torneo                                                                               | Categoria | Vincitrici                                   | Finaliste                       | Semifinaliste                      | Eliminate ai quarti                                                        |
| ------------ | ------------------------------------------------------------------------------------ | --------- | -------------------------------------------- | ------------------------------- | ---------------------------------- | -------------------------------------------------------------------------- |
| 10 settembre | Pupp Czech Open 1996 Karlovy Vary, Repubblica Ceca Terra Singolare - Doppio          | Tier IV   | Ruxandra Dragomir 6-2, 3-6, 6-4              | Patty Schnyder                  | Lenka Cenková Katarina Studenikova | Flora Perfetti Henrieta Nagyová Emmanuelle Gagliardi Silvija Talaja        |
| 10 settembre | Pupp Czech Open 1996 Karlovy Vary, Repubblica Ceca Terra Singolare - Doppio          | Tier IV   | Karina Habšudová Helena Suková 3-6, 6-3, 6-2 | Eva Martincová Elena Pampoulova | Lenka Cenková Katarina Studenikova | Flora Perfetti Henrieta Nagyová Emmanuelle Gagliardi Silvija Talaja        |
| 16 settembre | Nichirei International Championships 1996 Tokyo, Giappone Cemento Singolare - Doppio | Tier II   | Monica Seles 6-1, 6-4                        | Arantxa Sánchez Vicario         | Kimiko Date Kimberly Po            | Naoko Sawamatsu Amanda Coetzer Mary Pierce Wang Shi-ting                   |
| 16 settembre | Nichirei International Championships 1996 Tokyo, Giappone Cemento Singolare - Doppio | Tier II   | Amanda Coetzer Mary Pierce 6-3, 7-6          | Park Sung-hee Wang Shi-ting     | Kimiko Date Kimberly Po            | Naoko Sawamatsu Amanda Coetzer Mary Pierce Wang Shi-ting                   |
| 16 settembre | Warsaw Open 1996 Varsavia, Polonia Terra rossa Singolare - Doppio                    | Tier III  | Henrieta Nagyová 3-6, 6-2, 6-1               | Barbara Paulus                  | Janette Husárová Karina Habšudová  | Katarina Studenikova Flora Perfetti Silvia Farina Cătălina Cristea         |
| 16 settembre | Warsaw Open 1996 Varsavia, Polonia Terra rossa Singolare - Doppio                    | Tier III  | Olga Lugina Elena Pampoulova 1-6, 6-4, 7-5   | Alexandra Fusai Laura Garrone   | Janette Husárová Karina Habšudová  | Katarina Studenikova Flora Perfetti Silvia Farina Cătălina Cristea         |
| 30 settembre | Sparkassen Cup 1996 Lipsia, Germania Sintetico indoor Singolare - Doppio             | Tier II   | Anke Huber 5-7, 6-3, 6-1                     | Iva Majoli                      | Steffi Graf Helena Suková          | Judith Wiesner Magdalena Maleeva Lindsay Davenport Arantxa Sánchez Vicario |
| 30 settembre | Sparkassen Cup 1996 Lipsia, Germania Sintetico indoor Singolare - Doppio             | Tier II   | Kristie Boogert Nathalie Tauziat 6-4, 6-4    | Sabine Appelmans Miriam Oremans | Steffi Graf Helena Suková          | Judith Wiesner Magdalena Maleeva Lindsay Davenport Arantxa Sánchez Vicario |

## Ottobre
| Settimana  | Torneo                                                                                            | Categoria | Vincitrici                                       | Finaliste                           | Semifinaliste                          | Eliminate ai quarti                                                   |
| ---------- | ------------------------------------------------------------------------------------------------- | --------- | ------------------------------------------------ | ----------------------------------- | -------------------------------------- | --------------------------------------------------------------------- |
| 7 ottobre  | Porsche Tennis Grand Prix 1996 Filderstadt, Germania Cemento (indoor) Singolare - Doppio          | Tier II   | Martina Hingis 6-2, 3-6, 6-3                     | Anke Huber                          | Lindsay Davenport Judith Wiesner       | Arantxa Sánchez Vicario Jana Novotná Iva Majoli Conchita Martínez     |
| 7 ottobre  | Porsche Tennis Grand Prix 1996 Filderstadt, Germania Cemento (indoor) Singolare - Doppio          | Tier II   | Nicole Arendt Jana Novotná 6-2, 6-3              | Martina Hingis Helena Suková        | Lindsay Davenport Judith Wiesner       | Arantxa Sánchez Vicario Jana Novotná Iva Majoli Conchita Martínez     |
| 7 ottobre  | Commonwealth Bank Tennis Classic 1996 Surabaya, Indonesia Cemento Singolare - Doppio              | Tier IV   | Wang Shi-ting 6-4, 6-0                           | Nana Miyagi                         | Adriana Gerši Yuka Yoshida             | Ludmila Richterová Nathalie Dechy Haruka Inoue Sarah Pitkowski        |
| 7 ottobre  | Commonwealth Bank Tennis Classic 1996 Surabaya, Indonesia Cemento Singolare - Doppio              | Tier IV   | Alexandra Fusai Kerry-Anne Guse 6-4, 6-4         | Tina Križan Noëlle van Lottum       | Adriana Gerši Yuka Yoshida             | Ludmila Richterová Nathalie Dechy Haruka Inoue Sarah Pitkowski        |
| 14 ottobre | Open di Zurigo 1996 Zurigo, Svizzera Cemento Singolare - Doppio                                   | Tier I    | Jana Novotná 6-2, 6-2                            | Martina Hingis                      | Anke Huber Iva Majoli                  | Sabine Appelmans Silvia Farina Jennifer Capriati Brenda Schultz       |
| 14 ottobre | Open di Zurigo 1996 Zurigo, Svizzera Cemento Singolare - Doppio                                   | Tier I    | Martina Hingis Helena Suková 7-5, 6-4            | Nicole Arendt Nataša Zvereva        | Anke Huber Iva Majoli                  | Sabine Appelmans Silvia Farina Jennifer Capriati Brenda Schultz       |
| 14 ottobre | China Open 1996 Pechino, Cina Cemento indoor Singolare - Doppio                                   | Tier IV   | Wang Shi-ting 6-3, 6-4                           | Li-Ling Chen                        | Tamarine Tanasugarn Sandrine Testud    | Linda Wild Naoko Kijimuta Mana Endō Yayuk Basuki                      |
| 14 ottobre | China Open 1996 Pechino, Cina Cemento indoor Singolare - Doppio                                   | Tier IV   | Naoko Kijimuta Miho Saeki 7-5, 6-4               | Yuko Hosoki Kazue Takuma            | Tamarine Tanasugarn Sandrine Testud    | Linda Wild Naoko Kijimuta Mana Endō Yayuk Basuki                      |
| 21 ottobre | Bell Challenge 1996 Québec, Canada Cemento (indoor) Singolare - Doppio                            | Tier III  | Lisa Raymond 6-4, 6-4                            | Els Callens                         | Tami Whitlinger Jones Elena Lichovceva | Brenda Schultz Kimberly Po Florencia Labat Jolene Watanabe            |
| 21 ottobre | Bell Challenge 1996 Québec, Canada Cemento (indoor) Singolare - Doppio                            | Tier III  | Debbie Graham Brenda Schultz 6-1, 6-4            | Amy Frazier Kimberly Po             | Tami Whitlinger Jones Elena Lichovceva | Brenda Schultz Kimberly Po Florencia Labat Jolene Watanabe            |
| 21 ottobre | Fortis Championships Luxembourg 1996 Lussemburgo, Lussemburgo Cemento (indoor) Singolare - Doppio | Tier III  | Anke Huber 6-3, 6-0                              | Karina Habšudová                    | Anne-Gaëlle Sidot Barbara Paulus       | Nataša Zvereva Katarina Studenikova Sabine Appelmans Henrieta Nagyová |
| 21 ottobre | Fortis Championships Luxembourg 1996 Lussemburgo, Lussemburgo Cemento (indoor) Singolare - Doppio | Tier III  | Kristie Boogert Nathalie Tauziat 2-6, 6-4, 6-2   | Barbara Rittner Dominique Van Roost | Anne-Gaëlle Sidot Barbara Paulus       | Nataša Zvereva Katarina Studenikova Sabine Appelmans Henrieta Nagyová |
| 28 ottobre | Kremlin Cup 1996 Mosca, Russia Cemento (indoor) Singolare - Doppio                                | Tier III  | Conchita Martínez 6-1, 4-6, 6-4                  | Barbara Paulus                      | Sabine Appelmans Barbara Schett        | Katarina Studenikova Ruxandra Dragomir Olena Tatarkova Elena Makarova |
| 28 ottobre | Kremlin Cup 1996 Mosca, Russia Cemento (indoor) Singolare - Doppio                                | Tier III  | Natalija Medvedjeva Larisa Neiland 7-6, 4-6, 6-1 | Silvia Farina Barbara Schett        | Sabine Appelmans Barbara Schett        | Katarina Studenikova Ruxandra Dragomir Olena Tatarkova Elena Makarova |
| 28 ottobre | Ameritech Cup 1996 Chicago, USA Sintetico indoor Singolare - Doppio                               | Tier II   | Jana Novotná 6-4, 3-6, 6-1                       | Jennifer Capriati                   | Monica Seles Martina Hingis            | Irina Spîrlea Meredith McGrath Lindsay Davenport Brenda Schultz       |
| 28 ottobre | Ameritech Cup 1996 Chicago, USA Sintetico indoor Singolare - Doppio                               | Tier II   | Lisa Raymond Rennae Stubbs 6-1, 6-1              | Angela Lettiere Nana Miyagi         | Monica Seles Martina Hingis            | Irina Spîrlea Meredith McGrath Lindsay Davenport Brenda Schultz       |

## Novembre
| Settimana   | Torneo                                                                                       | Categoria              | Vincitrici                                    | Finaliste                            | Semifinaliste                         | Eliminate ai quarti                                                     |
| ----------- | -------------------------------------------------------------------------------------------- | ---------------------- | --------------------------------------------- | ------------------------------------ | ------------------------------------- | ----------------------------------------------------------------------- |
| 4 novembre  | Bank of the West Classic 1996 Oakland, USA Sintetico indoor Singolare - Doppio               | Tier II                | Martina Hingis 6-2, 6-0                       | Monica Seles                         | Irina Spîrlea Brenda Schultz          | Kimberly Po Elena Lichovceva Linda Wild Lindsay Davenport               |
| 4 novembre  | Bank of the West Classic 1996 Oakland, USA Sintetico indoor Singolare - Doppio               | Tier II                | Lindsay Davenport Mary Joe Fernández 6-1, 6-3 | Irina Spîrlea Nathalie Tauziat       | Irina Spîrlea Brenda Schultz          | Kimberly Po Elena Lichovceva Linda Wild Lindsay Davenport               |
| 11 novembre | Advanta Championships of Philadelphia 1996 Filadelfia, USA Cemento indoor Singolare - Doppio | Tier II                | Jana Novotná 6-4 RET                          | Steffi Graf                          | Marianne Werdel Witmeyer Yayuk Basuki | Chanda Rubin Barbara Paulus Anne Miller Lisa Raymond                    |
| 11 novembre | Advanta Championships of Philadelphia 1996 Filadelfia, USA Cemento indoor Singolare - Doppio | Tier II                | Lisa Raymond Rennae Stubbs 6-4, 3-6, 6-3      | Nicole Arendt Lori McNeil            | Marianne Werdel Witmeyer Yayuk Basuki | Chanda Rubin Barbara Paulus Anne Miller Lisa Raymond                    |
| 18 novembre | WTA Tour Championships 1996 New York, USA Sintetico indoor Singolare - Doppio                | WTA Tour Championships | Steffi Graf 6-3, 4-6, 6-0, 4-6, 6-0           | Martina Hingis                       | Jana Novotná Iva Majoli               | Lindsay Davenport Arantxa Sánchez Vicario Conchita Martínez Kimiko Date |
| 18 novembre | WTA Tour Championships 1996 New York, USA Sintetico indoor Singolare - Doppio                | WTA Tour Championships | Lindsay Davenport Mary Joe Fernández 6-3, 6-2 | Jana Novotná Arantxa Sánchez Vicario | Jana Novotná Iva Majoli               | Lindsay Davenport Arantxa Sánchez Vicario Conchita Martínez Kimiko Date |
| 18 novembre | Pattaya Women's Open 1996 Pattaya, Thailandia Cemento Singolare - Doppio                     | Tier IV                | Ruxandra Dragomir 7-6, 6-4                    | Tamarine Tanasugarn                  | Denisa Chládková Henrieta Nagyová     | Miho Saeki Florencia Labat Janette Husárová Yuka Yoshida                |
| 18 novembre | Pattaya Women's Open 1996 Pattaya, Thailandia Cemento Singolare - Doppio                     | Tier IV                | Miho Saeki Yuka Yoshida 6-2, 6-3              | Tina Križan Nana Miyagi              | Denisa Chládková Henrieta Nagyová     | Miho Saeki Florencia Labat Janette Husárová Yuka Yoshida                |

## Dicembre
Nessun evento

## Ranking a fine anno
Nelle due tabelle sono presenti le prime dieci tenniste di entrambe le specialità a fine stagione.

### Singolare
| #   | Giocatrice              | Punti | Rank. 1995 | /       |
| 1.  | Steffi Graf             | 4.649 | 1          | Stabile |
| 2.  | Monica Seles            | 4.056 | 1          | 1       |
| 3.  | Arantxa Sánchez Vicario | 3.668 | 3          | Stabile |
| 4.  | Conchita Martínez       | 3.180 | 2          | 1       |
| 5.  | Jana Novotná            | 3.087 | 11         | 6       |
| 6.  | Martina Hingis          | 3.051 | 16         | 10      |
| 7.  | Anke Huber              | 2.689 | 10         | 3       |
| 8.  | Iva Majoli              | 2.647 | 9          | 1       |
| 9.  | Lindsay Davenport       | 2.357 | 12         | 2       |
| 10. | Irina Spîrlea           | 1.748 | 21         | 11      |

### Doppio
| #   | Giocatrice              | Punti | Rank. 1995 | /       |
| 1.  | Arantxa Sánchez Vicario | 6.273 | 1          | Stabile |
| 2.  | Larisa Neiland          | 5.371 | 5          | 3       |
| 3.  | Jana Novotná            | 4.793 | 2          | 1       |
| 4.  | Gigi Fernández          | 4.631 | 3          | 1       |
| 5.  | Mary Joe Fernández      | 4.590 | 10         | 5       |
| 6.  | Helena Suková           | 4.519 | 9          | 3       |
| 7.  | Lindsay Davenport       | 4.287 | 6          | 1       |
| 8.  | Meredith McGrath        | 4.163 | 7          | 1       |
| 9.  | Natasha Zvereva         | 3.622 | 4          | 5       |
| 10. | Martina Hingis          | 3.289 | 29         | 19      |